# Eduard Prokosch
Eduard Prokosch (* 15. Mai 1876 in Eger, Böhmen; † 11. August 1938 in New Haven, USA, durch Autounfall) war ein deutsch-amerikanischer Linguist.

## Leben
Prokosch, Sohn des damaligen Direktors der Bürgerschule in Eger Wenzel Prokosch und seiner Ehefrau Marie, geb. Fischer, besuchte das Gymnasium in Eger, dem heutigen Cheb, studierte bis 1897 Rechtswissenschaften und Germanistik an der Karl-Ferdinands-Universität in Prag, den Universitäten in Wien, Chicago, Heidelberg und Leipzig und wurde 1905 an der Universität Leipzig zum Dr. phil. promoviert. Während seines Aufenthaltes 1898 in den USA war er in Milwaukee Sekretär im Vizekonsulat Österreichs.
Von 1901 bis 1904 lehrte Eduard Prokosch Germanistik an der University of Chicago, von 1905 bis 1913 an der University of Wisconsin–Madison, von 1913 bis 1919 an der University of Texas, wo er unter dem Vorwurf deutscher Propaganda im Sommer 1919 entlassen wurde, von 1919 bis 1928 am Bryn Mawr College und von 1927 bis 1929 an der New York University, schließlich von 1930 als Sterling Professor of Germanic Languages an der Yale University, an der er schon seit 1929 als Appointed Professor tätig war.
Als Monotypesetzer für die University of Chicago Press setzte er eine selbstgeschriebene russische Grammatik, war 1927 Leiter der deutschen Abteilung der Universität New York und wurde ein bedeutender Fachschriftsteller, Mitbegründer der Linguistic Society of America und Präsident der Modern Language Association America.
Seine Kinder, zu deren Mutter nichts überliefert ist, waren die Tanzpädagogin Gertrude Prokosch Kurath (1903–1992), der Schriftsteller Frederic Prokosch (1908–1989) und der Architekt Walther Prokosch (1911–1991).

## Werke
- Mehrere Lehrbücher für die deutsche Sprache.
- Russische Grammatik
- Europäische Sprachengeschichte., mehrere Bände
- Untersuchung über das Verhältnis zwischen Rhythmus und Persönlichkeit in Goethes Faust.
- Beiträge zur Lehre vom Demonstrativpronomen in den altgermanischen Dialekten. Karras, Halle 1906 (Leipzig, Universität, phil. Dissertation, 1905).
- als Übersetzer aus dem Englischen: Carl Darling Buck: Elementarbuch der oskisch-umbrischen Dialekte (= Indogermanische Bibliothek. Abteilung 1: Sammlung indogermanischer Lehr- und Handbücher. Reihe 1: Grammatiken. Bd. 7, ZDB-ID 843767-1). Winter, Heidelberg 1905.
- Die Stabilität des germanischen Konsonantensystems. In: Indogermanische Forschungen. Bd. 33, 1914, ISSN 0019-7262, S. 377–394, doi:10.1515/9783110242737.377.
- The Sounds and History of the German Language. Holt, New York NY 1916.
- An outline of German historical grammar. Oxford University Press, New York NY 1933.
- A Comparative Germanic Grammar. University of Pennsylvania, Philadelphia PA 1939 (In russischer Sprache: Э. Прокош: Сравнительная грамматика германских языков. Издательство иностранной литературы, Москва 1954).